# Almsprängticka
Almsprängticka (Inonotus ulmicola) är en svampart som tillhör divisionen basidiesvampar, och som beskrevs av Peer Corfixen. 
Almsprängticka ingår i släktet Inonotus, och familjen Hymenochaetaceae. Enligt den svenska rödlistan är arten sårbar i Sverige. Arten förekommer i Götaland, Öland, Svealand och Nedre Norrland. Artens livsmiljö är skogslandskap, jordbrukslandskap, stadsmiljö.